# Kaganat
Kaganát je oblika državne ureditve, ki temelji na razširjeni rodovno-plemenski skupnosti, na čelu katere je kagan ali veliki kan.
Najbolj pomembni kaganati v zgodovini so bili:
- Avarski kaganat
- Bolgarski kaganat (681-864)
- Kazanski kaganat (naslednik zlate horde)
- Krimski kaganat (naslednik zlate horde)
- Astrahanski kaganat (naslednik zlate horde)
- Sibirski kaganat (naslednik zlate horde)
- Kvasimski kaganat